# Nabiał
Nabiał – kategoria produktów spożywczych obejmująca mleko zwierząt udomowionych oraz produkty pochodzenia mlecznego (produkty mleczarskie, przetwory mleczne). Słowniki języka polskiego zaliczają do nabiału również jaja, ale w publikacjach traktujących o żywieniu i żywności produkty mleczne i jaja rozpatrywane są osobno.
Do produktów mlecznych należy m.in.:
- mleko skondensowane (zagęszczone)
- mleko w proszku
- niefermentowane napoje mleczne, np. mleko kakaowe, koktajle mleczne
- fermentowane napoje mleczne, np. zsiadłe mleko[12], maślanka[12], kefir, jogurt, kumys
- śmietanka
- śmietana (produkt fermentowany[12])
- ser twarogowy (produkt fermentowany[12])
- ser podpuszczkowy (produkt fermentowany[12]).

## Charakterystyka mleka i produktów mlecznych
Mleko jest wydzieliną gruczołów mlecznych samic ssaków. W Polsce i Europie spożywa się i przetwarza najczęściej mleko krowie, a w mniejszym zakresie również owcze i kozie. Mleko krowie zawiera średnio 87% wody, 4,8% laktozy, 3,7% tłuszczu (zawartość waha się od 2,7 do 6,0%), 3,2% białek, w tym 2,6% kazeiny. Mleko spożywcze dostępne na rynku występuje w wielu odmianach różniących się sposobem utrwalenia i zawartością tłuszczu (pełne >3%, półtłuste 1,5–2,0% i chude 0,3–1,0%).
Mleko krowie i pochodne produkty mleczne należą do produktów spożywczych o dużej gęstości odżywczej, ich składniki są dobrze przyswajalne przez organizm z wyjątkiem laktozy, jedynego węglowodanu w ich składzie (jeśli nie są dodawane inne), na który część ludzi wykazuje nietolerancję. W procesie fermentacji laktoza ulega jednak częściowemu rozkładowi.
Mleko i napoje fermentowane ze względu na wysoką zawartość wody i niską zawartość tłuszczu należą, podobnie jak twaróg, do produktów niskokalorycznych (30–100 kcal/100 g). Sporą wartość energetyczną (> 250 kcal/100 g) ma natomiast mleko w proszku, zagęszczone słodzone, pełnotłusta śmietanka i śmietana oraz sery.
Mleko i jego przetwory w porównaniu z innymi produktami spożywczymi zawierają szczególnie dużo bardzo dobrze przyswajalnego wapnia (choć sery twarogowe zawierają go mniej niż sery podpuszczkowe, mleko i napoje mleczne) i dostarczają pełnowartościowego białka (zawartość 3% w mleku, 10–21% w serach twarogowych i 18–30% w serach podpuszczkowych). Zawierają pewne ilości witamin, zwłaszcza ryboflawiny, tiaminy, oraz składników mineralnych (magnezu, cynku, miedzi, kobaltu, związków fosforu i potasu). Mleko jest jedynym pokarmem pochodzenia zwierzęcego, który działa na organizm alkalizująco.
Tłuszcz w mleku tworzy emulsję – jest równomiernie rozproszony w postaci drobnych kuleczek w otoczkach fosfolipidowo-białkowych. Dzięki temu jest lekkostrawny i może być wchłaniany w jelitach częściowo bezpośrednio, tj. bez uprzedniego zemulgowania solami żółci i udziału enzymów lipolitycznych. Tłuszcze mleczne charakteryzują się obecnością krótkołańcuchowych kwasów tłuszczowych (ok. 9,5%) i stosunkowo niewielką ilością kwasów wielonienasyconych. Obecne są w nim witaminy A, D i E, cholesterol oraz naturalne izomery trans. Łączeniu się kuleczek tłuszczu z upływem czasu w większe konglomeraty zapobiega homogenizacja. W wyniku wirowania można wydzielić z mleka część bogatą w tłuszcz, tj. śmietankę.

## Przetwarzanie mleka

Schemat powiązań produktów mlecznych

### Mleko spożywcze
Mleko i produkty mleczne zawierające dużo wody łatwo się psują. Mleko spożywcze to mleko zwierząt udomowionych zdatne do bezpośredniej konsumpcji przez ludzi, w związku z czym dla utrzymania jakości i trwałości poddaje się je pasteryzacji lub sterylizacji. Teoretycznie możliwe jest pozyskanie mleka surowego świeżego nadającego się do bezpośredniego spożycia, ale nie jest to łatwe. W mleku występują też jednak pożyteczne bakterie kwasu mlekowego, które wykorzystuje się w procesach przetwórczych.
Mleko po odbiorze schładza się, oczyszcza przez filtrację lub wirowanie, homogenizuje, normalizuje zawartość tłuszczu, pasteryzuje i przechowuje w warunkach chłodniczych. Mleko może też być sterylizowane – niekoniecznie jałowe, lecz o sterylności handlowej, czyli o wysokiej trwałości mikrobiologicznej przez długi czas nawet w temperaturze pokojowej. Najbardziej rozpowszechniony jest system UHT oparty na zasadzie HTST.

### Napoje mleczne

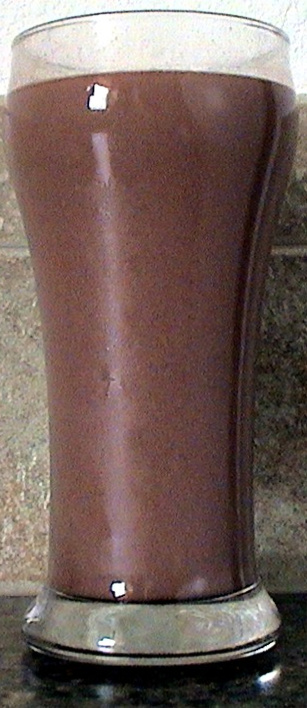
Mleko czekoladowe

Napoje mleczne wytwarza się z mleka pasteryzowanego lub sterylizowanego. Są bardzo różnorodną kategorią, do ich produkcji wykorzystuje się różne dodatki jak owoce, warzywa, śmietanka, jaja, cukier, substancje smakowo-zapachowe, zagęszczające i inne. Mogą być poddane fermentacji mlekowej z udziałem kultur bakterii kwasu mlekowego, co powoduje obniżenie pH produktu i koagulację białek mleka po przekroczeniu punktu izoelektrycznego (tworzenie skrzepu). W wyniku fermentacji z laktozy powstaje kwas mlekowy, który w reakcji z kazeinianem wapnia, tworzy mleczan wapnia i wolną kazeinę.
Najprostszym fermentowanym napojem mlecznym jest zsiadłe mleko powstałe spontanicznie w wyniku działalności mikroorganizmów z mleka surowego lub po zaszczepieniu mleka czystymi kulturami. W zależności od użytych mikroorganizmów można uzyskać takie produkty jak jogurt (Lactobacillus delbrueckii ssp. bulgaricus i Streptococcus salivarius ssp. thermophilus) czy kefir (ziarna kefirowe). Do fermentowanych napojów mlecznych można także zaliczyć maślankę, która jest produktem ubocznym zmaślania śmietanki i/lub śmietany.

### Mleko skondensowane i w proszku
Mleko skondensowane otrzymywane jest po wytrąceniu albumin poprzez zagotowanie, odparowanie wody w ilości ⅓–¼ pierwotnej objętości w jak najniższej temperaturze i jak najkrótszym czasie (zwykle 55–60 °C przy obniżonym ciśnieniu do 60 mm Hg). W przypadku mleka zagęszczonego słodzonego dodaje się cukier, przez co zawartość cukrów w fazie wodnej dochodzi do 66,8% i zahamowany jest w takich warunkach rozwój niekorzystnej mikroflory. W mleku niesłodzonym zawartość cukrów (laktozy) wynosi ok. 12,5%, przez co mleko takie musi być sterylizowane.
W przypadku mleka w proszku mleko zagęszcza się w wyparkach próżniowych do zawartości 44–52% suchej masy. Jeśli suszy się mleko nieodtłuszczone, pełne, wymagana jest jego intensywna wtórna pasteryzacja przed zagęszczaniem. Dzięki temu zdenaturowane białka odsłaniają grupy –SH, które wiążą jony miedzi katalizujące utlenianie tłuszczu i proces ten jest zahamowany. Następnie mleko suszy się najczęściej metodą rozpyłową.

### Śmietanka i śmietana
W wyniku wirowania mleka otrzymuje się frakcję o obniżonej zawartości tłuszczu (mleko chude) oraz o zwiększonej zawartości tłuszczu – śmietankę. W zależności od przeznaczenia śmietanka może mieć wysoką zawartość tłuszczu (30–36%, kremówka) lub niską (9–12%). Można ją pasteryzować i sterylizować.
Śmietana powstaje z wtórnie pasteryzowanej i homogenizowanej śmietanki, którą zaszczepiono odpowiednimi kulturami bakterii kwasu mlekowego. Śmietana i śmietanka są surowcami do produkcji masła, które ze względu na wysoką zawartość tłuszczu zaliczane jest do tłuszczów spożywczych.

### Sery

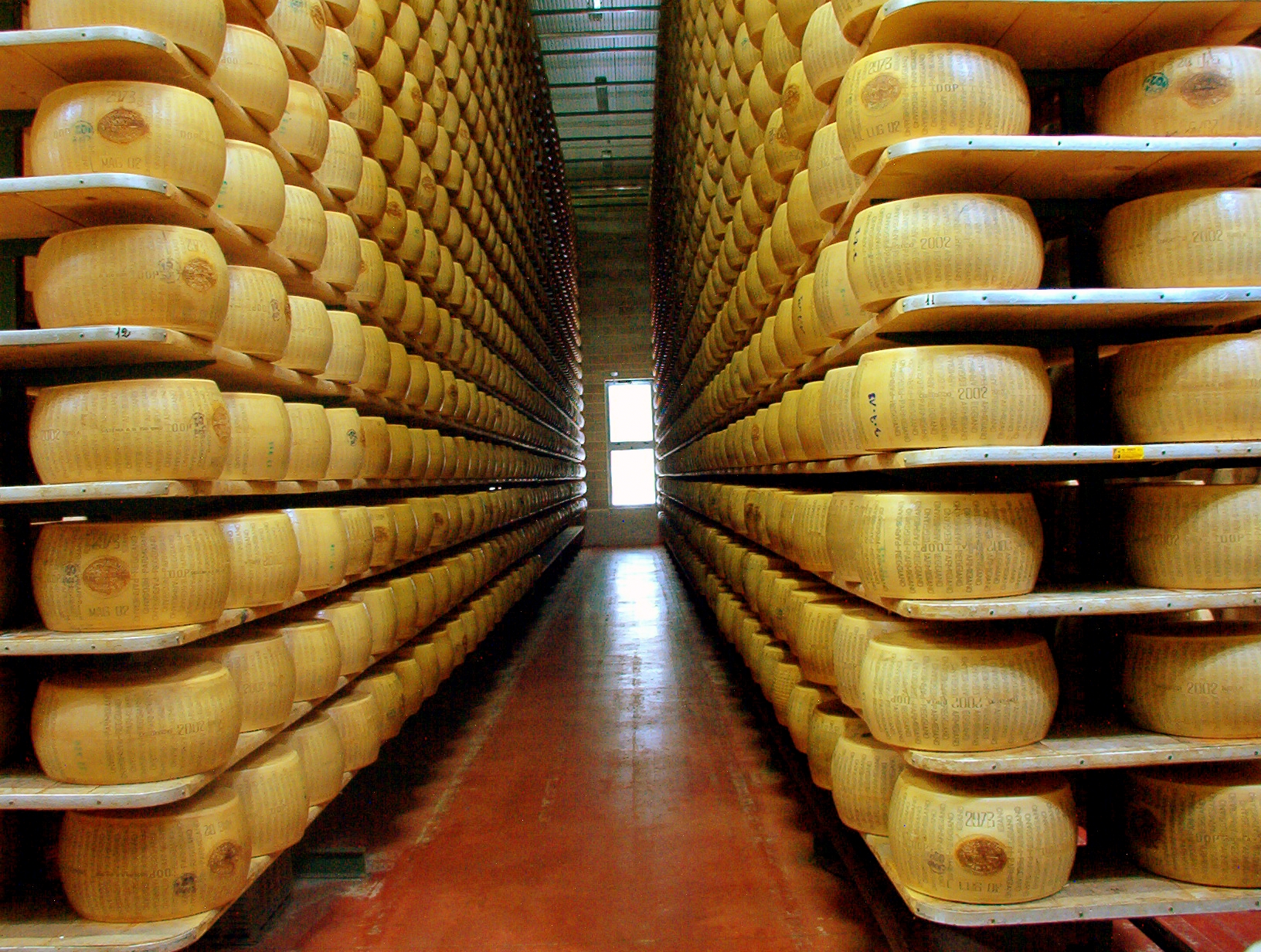
Dojrzewające sery

Ser otrzymuje się przez wytrącenie z mleka białek i tłuszczu w postaci skrzepu, który zostaje poddany dalszej obróbce. Istnieje wiele kryteriów według których można sklasyfikować sery. Ze względu na sposób powstania skrzepu można je podzielić na te powstałe w wyniku działania enzymów (sery podpuszczkowe), kwasu (kwasu mlekowego powstałego w wyniku fermentacji mlekowej) lub podwyższonej temperatury (sery zwarowe). Ponadto sery można podzielić m.in. ze względu na rodzaj użytego mleka, twardość (zależną głównie od zawartości wody), zawartość tłuszczu w suchej substancji, pochodzenie.
Sery twarogowe otrzymywane są metodą kwasową lub kwasowo-podpuszczkową. Skrzep poddawany jest obróbce obejmującej m.in. krajanie, ociekanie i prasowanie. Należą do nich m.in. ser biały, serki homogenizowane i serki wiejskie.
Sery podpuszczkowe dojrzewające produkuje się ze skrzepów podpuszczkowych poprzez ich odwodnienie, formowanie, nasolenie i poddanie dojrzewaniu. Sery twarde produkowane są z bardziej odwodnionej gęstwy serowej niż sery miękkie, są uboższe w serwatkę i bogatsze w wapń. Osiąga się to przez krojenie skrzepu na drobniejsze ziarna, stosowanie wyższych temperatur obróbki i szybszy wzrost kwasowości. Podczas dojrzewania sera następują złożone procesy chemiczne i fizyczne pod wpływem działalności mikroorganizmów (bakterii, drożdżaków, a niekiedy również pleśni), produkowanych przez nie enzymów i warunków panujących w dojrzewalni.
Sery topione otrzymywane są przez ogrzewanie różnych gatunków sera z dodatkami takimi jak masło, mleko w proszku, serwatka w proszku. Topnik (np. kwas cytrynowy, fosforany) wiąże jony wapnia, ułatwiając uzyskanie jednolitej masy.

## Nabiał w normach żywienia

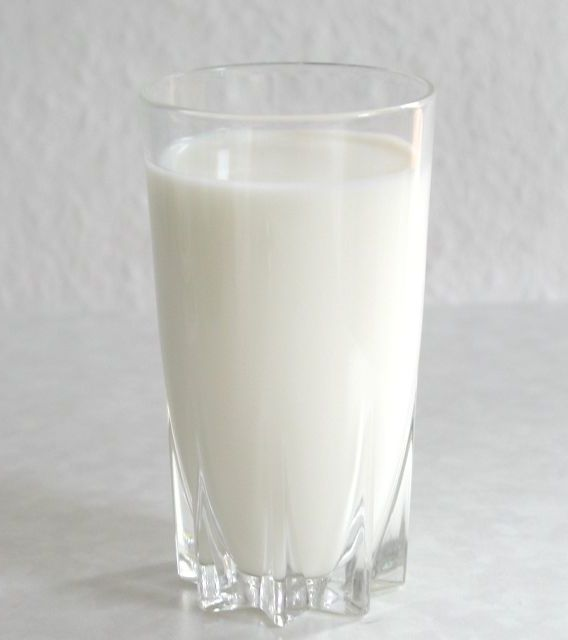
Szklanka mleka

Według norm żywienia dla populacji Polski z 2017 r. w diecie dzieci i młodzieży w wieku 4–18 lat zaleca się codzienne picie co najmniej 3–4 szklanek mleka, które można także zastąpić jogurtem naturalnym, kefirem, maślanką oraz częściowo serem. W przypadku zdrowych osób dorosłych zaleca się codzienne spożycie co najmniej 2 szklanek mleka lub innych napojów mlecznych o zawartości do 2% tłuszczu, natomiast sery podpuszczkowe, ze względu na wysoką zawartość tłuszczu, powinny być spożywane rzadziej i w mniejszych ilościach.
Szczególnie rekomendowane jest łączenie produktów zbożowych z nabiałem – białka roślinne mają stosunkowo niewiele aminokwasu lizyny, którego z kolei dużo mają produkty mleczne, dzięki czemu poprawia się wykorzystanie białek roślinnych przez organizm człowieka.
W przypadku osób z nietolerancją laktozy możliwy jest wybór produktów mlecznych bezlaktozowych lub stosowanie preparatów zawierających laktazę dostępnych w aptece. Nie zawsze jednak zaburzenia trawienia laktozy dają efekt nietolerancji i większość cierpiących na tego typu zaburzenia może spożywać niewielkie ilości produktów zawierających laktozę bez odczuwania nieprzyjemnych konsekwencji. Dobrze tolerowany może być np. jogurt, w którym żywe bakterie produkują brakujący enzym – laktazę.
Spożycie niskotłuszczowych produktów mlecznych zmniejsza ryzyko wystąpienia zespołu metabolicznego i otyłości.
Jednak normy sugerujące, że wysokie spożycie mleka i jego przetworów jest korzystne, bywają podawane w wątpliwość. Normy te opierają się na krótkookresowych badaniach maksymalnej retencji wapnia i nie ujmują potencjalnych długofalowych skutków. Nie stwierdzono istotnego związku między spożyciem nabiału a ogólną śmiertelnością. Rygorystyczne badania naukowe wskazują na to, że spożycie nabiału nie zmniejsza ryzyka osteoporozy i złamania kości. Na przykład z długookresowych badań uniwersytetu Harvarda wynika m.in., że osoby pijące jedną szklankę mleka tygodniowo nie są bardziej zagrożone złamaniami, niż osoby pijące dwie lub więcej szklanki mleka tygodniowo. Poszerzając te dane o dane z innych dużych badań nie znaleziono związku pomiędzy spożyciem wapnia a ryzykiem złamania. Nie znaleziono również związku pomiędzy spożyciem mleka w okresie nastoletniości a ryzykiem złamania biodra w starszym wieku.
Pewne badania sugerują brak pewności, że spożywanie dużych ilości mleka nie zwiększa ryzyka wystąpienia pewnych chorób nowotworowych (m.in. raka jajników i raka prostaty). Inne sugerują, że nie ma takich zależności (dotyczących np. raka jajnika), a w przypadku raka jelita grubego spożycie mleka może nawet zmniejszać ryzyko zachorowania.